# Velgørenhed
Velgørenhed, godgørenhed eller filantropi (græsk: menneskekærlighed) er et begreb, der omfatter donation af penge, materiel, tjenester, tid og/eller arbejde til et velgørende formål uden forventning om nogen belønning til giveren.